# Stadtgörz

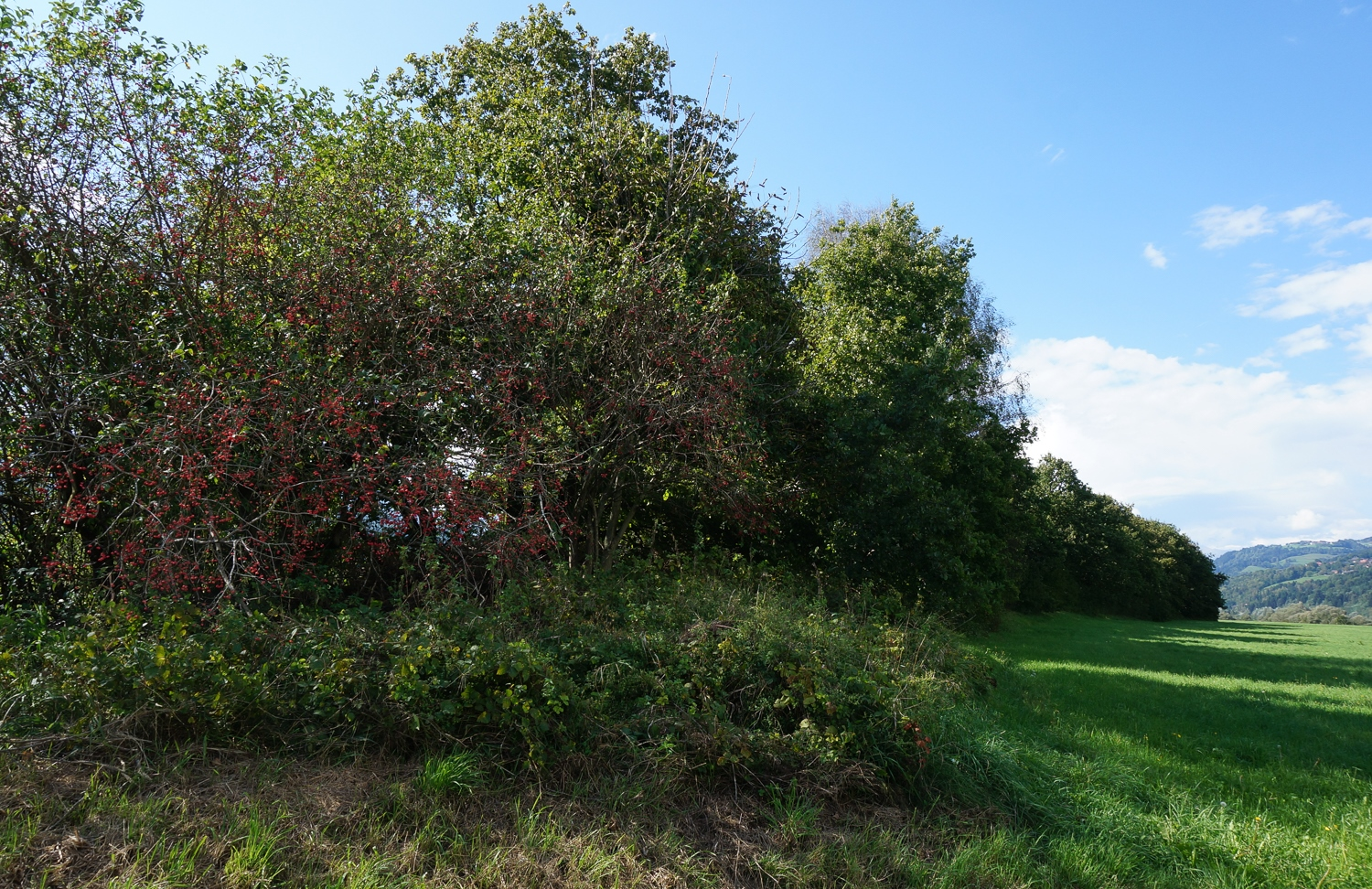
Erdwall

Stadtgörz bzw. Auf der Görz bezeichnet die Überreste einer in Feistritz an der Drau gelegenen Festung aus der Spätlatènezeit, die in der Römerzeit zu einem Kastell wurde und schließlich in der Spätantike als Wallanlage diente.
Das Areal wurde im Jahr 1928 ergraben. Die Fundstelle mit befindet sich nordöstlich von Feistritz zwischen Drautalstraße, Weißenbach und Drau. Sie erstreckt sich über 18 ha. Am Südwestrand ist ein Erdwall mit Tor aus dem Spätlatène auf 210 m gut und auf weiteren 100 m schlechter erhalten. Im Inneren ist Bebauung belegt, die ungünstigen Bodenverhältnisse lassen jedoch keine Erkennung von Holzbauten zu.

## Belege
1. ↑  Karl Ginhart, Ernst Bacher, Paul Gleirscher, Gabriele Russwurm-Biró: Dehio-Handbuch. Die Kunstdenkmäler Österreichs: Kärnten. 3., erweiterte und verbesserte Auflage, Schroll, Wien 2001, ISBN 3-7031-0712-X, S. 119.
2. ↑  Desiree Ebner: Entwicklung der archäologischen Forschung und deren museale Präsentation ab dem 20. Jahrhundert in Kärnten. April 2009, S. 184, abgerufen am 17. Oktober 2012 (Diplomarbeit an der Universität Wien, PDF, 296 Seiten 3,45 MB).

Koordinaten: 46° 42′ 25,8″ N, 13° 39′ 50,8″ O